# Josefa Menéndez

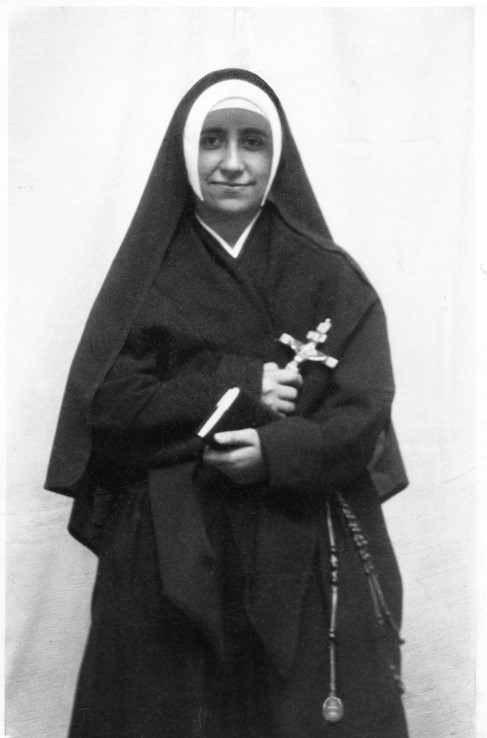
Josefa Menéndez

Josefa Menéndez (* 4. Februar 1890 in Madrid, Spanien; † 29. Dezember 1923 im Kloster Les Feuillants Poitiers, Frankreich) war eine Mystikerin und Ordensschwester in der Gesellschaft der Ordensfrauen vom Heiligsten Herzen Jesu (Sacré-Cœur). 

## Leben
Aus bescheidenen Verhältnissen stammend, fühlte sie sich zu einem Leben im Kloster hingezogen. Als Schneiderin und älteste Tochter musste sie jedoch seit dem Jahr 1907 für ihre Familie arbeiten. 1912 starb ihr Vater. 1917 trat sie für sechs Monate in das Noviziat der Filles Réparatrices du Divin-Cœur ein, doch die Wehklagen ihrer Mutter brachten sie zurück nach Hause. Erst als ihre jüngere Schwester den Haushalt übernehmen konnte, zog sie von Madrid weg. Am 5. Februar 1920 trat sie in das Kloster der Ordensfrauen vom Heiligsten Herzen Jesu Les Feuillants in Poitiers, Frankreich, ein.
Im Kloster hatte Josefa Menéndez fast vier Jahre Visionen des Herzens Jesu, von denen sie schriftliche Aufzeichnungen machte. Ihre Einkleidung fand am 16. Juli 1920 statt, ihre erste Profess legte sie am 16. Juli 1922 ab. Josefa Menéndez starb am 29. Dezember 1923. Ein Seligsprechungsverfahren ist eröffnet. 
Im Jahr 1938 erschien mit der Erlaubnis des damaligen Kardinalstaatssekretärs Eugenio Pacelli im Verlag des Gebetsapostolats (Éd. de l'Apostolat de la prière) von Toulouse unter dem Titel Un Appel à l´Amour (Dt.: Die Liebe ruft) die Biographie von Josefa Menéndez, die ihre eigenen Aufzeichnungen der Visionen enthält. Diese Biografie und die darin enthaltenen Beschreibungen der Visionen wurde in mehrere Sprachen übersetzt und fand weltweite Verbreitung. Josefa Menéndez schrieb auf Spanisch, die erste Fassung ihrer Biographie Un Appel à l´Amour erschien auf Französisch. Im Deutschen ist das Buch in mehreren Ausgaben erschienen, wobei die Aufzeichnungen von Josefa Menéndez unmittelbar aus dem spanischen Original übertragen wurden, der restliche Text aus dem Französischen.